# Koszkania
Koszkania (kaszb. Koszkaniô) – część wsi Chmielno w Polsce, położona w województwie pomorskim, w powiecie kartuskim, w gminie Chmielno, na obszarze Kaszubskiego Parku Krajobrazowego. Wchodzi w skład sołectwa Chmielno.
W latach 1975–1998 Koszkarnia administracyjnie należała do województwa gdańskiego.